# Coccus caviramicolus
Coccus caviramicolus är en insektsart som beskrevs av Morrison 1921. Coccus caviramicolus ingår i släktet Coccus och familjen skålsköldlöss. Inga underarter finns listade i Catalogue of Life.